# Achraf Bencharki
Achraf Bencharki (arabisch أشرف بنشرقي, DMG Ašraf Binšarqī; geb. 24. September 1994 in Fès) ist ein marokkanischer Fußballspieler.

## Karriere

### Klub
Zur Saison 2014/15 schloss er sich MAS Fes an und verblieb hier für zwei Spielzeiten. Anschließend wechselte er zur Saison 2016/17 weiter zu Wydad Casablanca. Mit diesen wurde er in dieser Saison Meister und auch Gewinner der Champions League der Ausgabe 2017. Bereits im Januar 2018 kaufte ihn dann al-Hilal für 3,2 Mio. € wo er am Ende der laufenden Spielzeit auch noch einmal Meister wurde. Anschließend folgte zur neuen Saison aber erst einmal eine Leihe zum französischen Klub RC Lens, wo er in der Ligue 2 auch öfters zum Einsatz kam. Nach der Rückkehr verblieb er jedoch nicht mehr in Saudi-Arabien, sondern wechselte nach Ägypten, wo er diesmal für eine wesentlich geringere Ablöse von Zamalek übernommen wurde. Mit diesen wurde er in seiner Zeit hier dann zwei Mal Meister, zwei Mal Pokalsieger, einmal Superpokalsieger, und auch einmal Sieger des CAF-Cup.
Zur Spielzeit 2022/23 wechselte er nun ablösefrei in die Vereinigten Arabischen Emirate zu al-Jazira.

### Nationalmannschaft
Seinen ersten bekannten Einsatz für die marokkanische Nationalmannschaft hatte er am 13. August 2017 bei einem 1:1 gegen Ägypten während der Qualifikation für die Afrikanische Nationenmeisterschaft 2018. Hier wurde er für Ismail El Haddad in der 74. Minute eingewechselt. Nach der erfolgten Qualifikation war er auch bei der Endrunde dabei und konnte am Ende mit seinem Team zusammen den Pokal in die Höhe stemmen, auch wenn er im Finale ohne Einsatz blieb.
Anschließend folgten 2020 noch ein paar Freundschafts- als auch Qualifikationsspiele, zuletzt war er beim FIFA-Arabien-Pokal 2021 dabei, wo seine Mannschaft es bis ins Viertelfinale schaffte.